# Cagua
Cagua è la città capoluogo del municipio Sucre e, per popolazione, rappresenta la terza realtà urbana dello Stato venezuelano di Aragua (dopo Maracay e La Victoria) con i suoi 108.997 abitanti (2007) che salgono a 120.302 se consideriamo la popolazione totale residente nel proprio territorio municipale. Fa parte dell'area metropolitana della città di Maracay, da cui dista meno di 20 km. Possiede un clima di tipo tropicale, con temperature medie annue elevate, (comprese fra i 24 °C e i 25 °C) e precipitazioni (900 – 1000 mm circa) concentrate per lo più fra i mesi di maggio ed aprile.
La città venne fondata nel 1620 alcuni chilometri più ad est dal sito dove si trova attualmente. Nel 1622, per ragioni restate ignote, i pochi abitanti che la popolavano vennero trasferiti nel luogo dove successivamente si sarebbe sviluppato l'abitato. In origine fu battezzata Nuestra Señora del Rosario de Cagua e, nel Settecento, San José de Cagua. Nel 1873, in occasione del primo censimento, aveva già perso il nome del proprio santo protettore venendo identificata nei registri censuali semplicemente come Cagua, denominazione che avrebbe conservato fino ai giorni nostri.
Cagua, con soli 5.472 abitanti nel 1941, quintuplicò la propria popolazione nel successivo trentennio (28.614 unità nel 1971) per poi assestarsi su ritmi di crescita leggermente più contenuti (ma pur sempre elevati). Notevole, a partire dagli anni sessanta del Novecento lo sviluppo delle attività di trasformazione che fanno di Cagua il terzo polo industriale dello Stato Aragua (prodotti tessili, alimentari, della costruzione, mobilifici, ecc.). Rivestono invece un'importanza del tutto trascurabile le attività agricole data l'esiguità del territorio municipale, in gran parte urbanizzato. Anticamente era piuttosto diffusa in zona la coltivazione della canna da zucchero, oggi quasi del tutto abbandonata.